# Минчо Богданов
Вижте пояснителната страница за други личности с името Богданов.
Минчо Иванов Богданов е български строителен предприемач от първата половина на ХХ век.,

## Биография
Минчо Богданов е роден през 1896 г. в Трявна в стар български възрожденски род, произхождащ от близкото село Веленци.. Той е син на тревненския майстор-дюлгерин Иван Богданов. Минчо получава името на дядо си - майстор-дюлгеринът и поборник Минчо Богданов Стари, построил възрожденския храм ”Св. Троица” с. Чирпелии (дн. с. Труд, Пловдивска област) и каменния 2-арков мост на река Божана в с. Кметовци на пътя към Боженци, участник в революционните комитети, основани от Васил Левски в Новозагорско, преселил се във Веленци над Трявна.
Тревненецът Минчо Богданов участва във войните за национално обединение, бие се при Дойран, където е награден с войнишки кръст за храброст за удържането на позицията след газова атака на англо-френските войски. След войната утвърждава името си на строител и предприемач, като започва и кариера в политиката. През 1920-те години заедно баща си и други строители строят Бургаското пристанище.
Минчо Богданов участва и в събитията през 1923 г., което за малко не му струва живота. Това става причина да замине да работи в Турция и работи за построяването на Анкара, новата столица на Ататюрк. Майстор Минчо Богданов строи там железопътна гара, сградите на Германската легация и дипломатическия корпус, но е измамен от турски съдружници и се връща в България без приходи.
През 1930-те години семейството му от Трявна се премества в София. Там Минчо Богданов строи жилищни кооперации по днешните булеварди „Витоша“ и „Патриарх Евтимий“. В началото на 1940-те години печели търг и строи сградата на Щаба на войската и казармите на 4-ти км в София. Поради левите си убеждения подпомага с пари комунистическото движение, укрива нелегални лица на своя военен строеж и дори прави опит да освободи арестувани комунисти. За това Минчо Богданов също бива арестуван и бит в Дирекцията на полицията.
След 9 септември 1944 г. продължава да работи като строителен предприемач и строи много обекти, сред които са сградите на днешната Онкологична болница в Дървеница и Физико-математическия факултет на Софийския университет в Лозенец в София. Като капиталист-предприемач и заради близостта си с десницата и военните в кръга „Звено“ е арестуван от Народната милиция през 1948 г., като не е ликвидиран само благодарение на личната намеса на министър-председателя на НРБ Трайчо Костов.
В следвоенните комунистически години Минчо Богданов продава всички свои имоти, за да внесе необходимата сума за участие в търга за построяване в Добрич на най-големите на Балканите силози. Печели търга и успешно завършва този крупен обект. Строежът му донася милиони, а силозите и днес събират житото на Добруджа. Работническият комитет на строежа го предлага за награждаване с орден, но вместо това комунистическата власт възбужда съдебно дирене срещу Богданов. Съдът го оправдава, но капиталът му е конфискуван.
Майстор Минчо Богданов продължава да строи кооперации, къщи и вили, като лично работи на строежите до 81-годишна възраст. Почива в София през 1982 г.

## Семейство
Минчо Богданов се жени за първата си съпруга Тодора от тревненското с. Поповци след като я открадва от нейните родители, отказали да му я дадат. Бракът не издържа на премеждията и Минчо Богданов се жени повторно за Мария, близка на генерал Стоян Трендафилов.
Негови синове от първия му брак са арх. Иван Богданов и доц. инж. Пенчо Богданов, от втория си брак има дъщеря Велика, която завършва „Агрономство“ в Селскостопанската академия в София.